# St. Josef (Oberkirch)
Die Kapelle St. Josef (auch Josefskapelle) ist eine katholische Kapelle im Oberkircher Ortsteil Hesselbach im Ortenaukreis.
Der Bau geht auf ein Gelöbnis aus dem Jahre 1870 zurück. Der Bürgermeister der Gemeinde Butschbach versprach, eine Kapelle zu erbauen, falls sein Sohn gesund aus dem Deutsch-Französischen Krieg heimkehrt. Mit dem Bau der Kapelle im neuromanischen Stil wurde am 15. April 1877 begonnen. Vier Monate später wurde die Kapelle im August 1877 eingeweiht. Als Namenspatron wurde der heilige Josef gewählt. Die Kirche wurde mehrfach renoviert.
Über der Haupttür befindet sich die Inschrift: Jesus Maria und Josef kommt allen Vorübergehenden zu Hilfe an Ihrem letzten Ende, welche beten ein Vater unser bei dieser Kapelle.